# Sheree North
Dawn Shirley Crang mais conhecida como Sheree North (Los Angeles, 17 de janeiro de 1932 — Los Angeles, 4 de novembro de 2005) foi uma atriz e dançarina estadunidense.

## Filmografia
- Excuse My Dust (1951) (sem créditos)
- Here Come the Girls (1953) (sem créditos)
- Living It Up (1954)
- The Girl in Pink Tights (1954) (sem créditos)
- How to Be Very, Very Popular (1955)
- The Lieutenant Wore Skirts (1956)
- The Best Things in Life Are Free (1956)
- The Way to the Gold (1957)
- No Down Payment (1957)
- In Love and War (1958)
- Mardi Gras (1958)
- Destination Inner Space (1966)
- Madigan (1968)
- The Gypsy Moths (1969)
- The Trouble with Girls (1969)
- Lawman (1971)
- The Organization (1971)
- Charley Varrick (1973)
- The Outfit (1973)
- Breakout (1975)
- Survival (1976)
- The Shootist (1976)
- Telefon (1977)
- Rabbit Test (1978)
- Only Once in a Lifetime (1979)
- Maniac Cop (1988)
- Cold Dog Soup (1990)
- Defenseless (1991)
- Susan's Plan (1998)